# Tel Aviv Arena
 (avril 2025).
La Tel Aviv Arena (hébreu : היכל הדרייב אין), officiellement nommé Shlomo Group Arena (hébreu : היכל קבוצת שלמה) en raison du sponsor, est une salle polyvalente dans la partie nord de Tel Aviv. Construit sur le terrain de ce qui était autrefois le seul ciné-parc d'Israël et ouvert en novembre 2014, il est principalement utilisé comme terrain de jeu pour l'équipe de basket-ball Hapoël Tel-Aviv.

## Caractéristiques
Le bâtiment a une superficie d'environ 6600 mètres carrés et est accessible aux personnes handicapées. La salle compte 3 504 sièges, dont 300 sont pliables pour permettre à l'installation d'accueillir des matchs de volley-ball et de handball.
La salle accueille également des concerts et des conférences. Il comporte des chaises rouges et blanches et un motif à carreaux bleus. Outre le hall du bâtiment, il y a quatre vestiaires, une salle de sport, un vestiaire pour les officiels, des salles de presse, un salon VIP et une entrée avec des façades en verre.

## Arrière-plan
En juillet 2007, Ron Huldai, le maire de Tel Aviv a décidé de démolir Ussishkin Arena, l'arène de l'équipe de basket Hapoel Tel-Aviv. Malgré les protestations des fans et la lutte pour le sauver, il a finalement été démoli.
Hapoel s'est effondré et a été rétabli par ses fans et était dans la ligue la plus basse, jouant dans l'arène de remplacement. Lorsque Hapoel est revenu à la première ligue, le maire a décidé de construire une nouvelle arène, afin que Hapoel n'ait pas à voyager chaque année.
L'excitation a augmenté parmi les fans et le 4 janvier 2015, Hapoel a joué pour la première fois dans sa nouvelle arène contre Hapoël Jérusalem et a gagné 81 - 67.

## Événements
- Championnat d'Europe masculin de volley-ball 2023

## Galerie

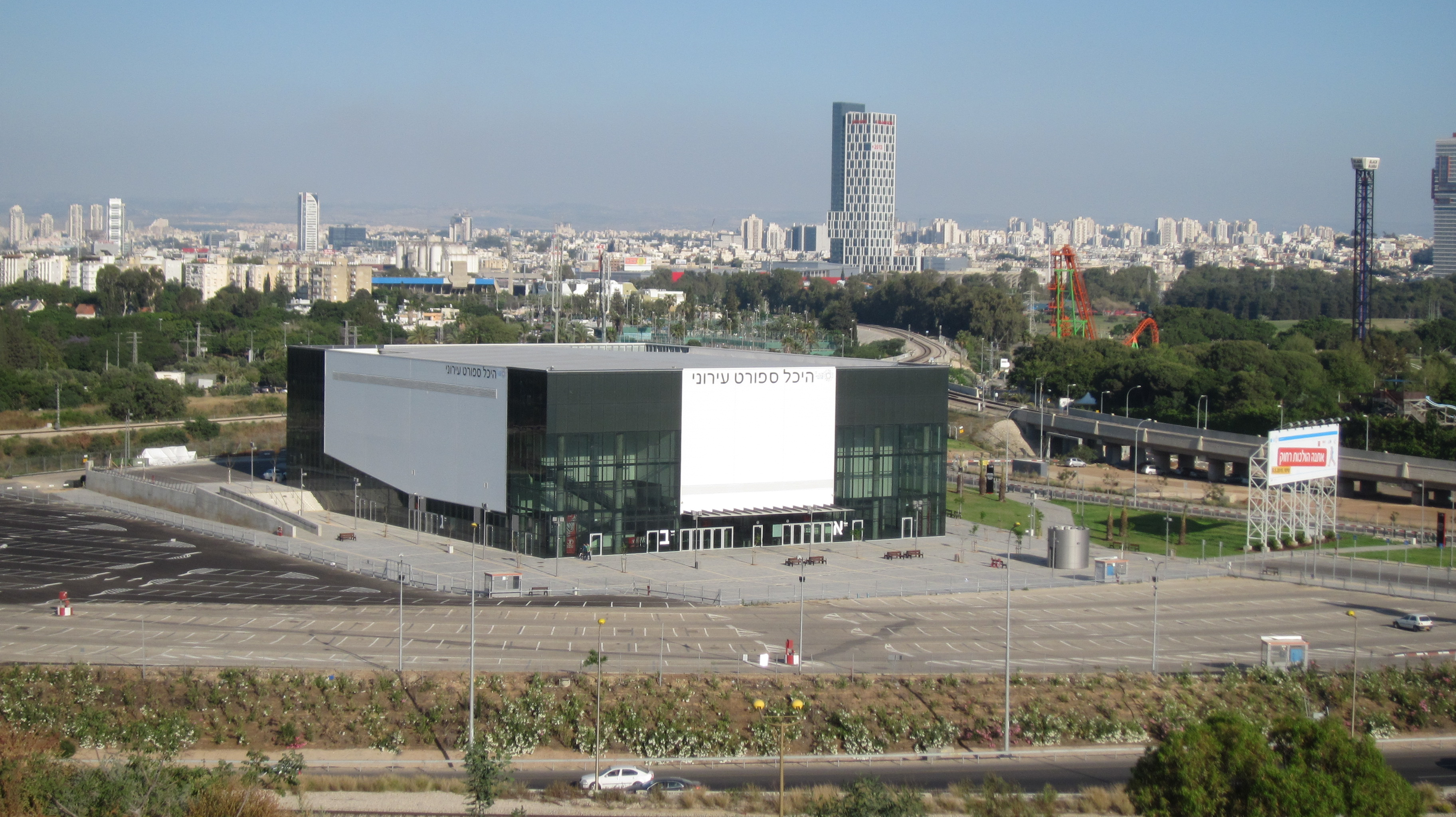
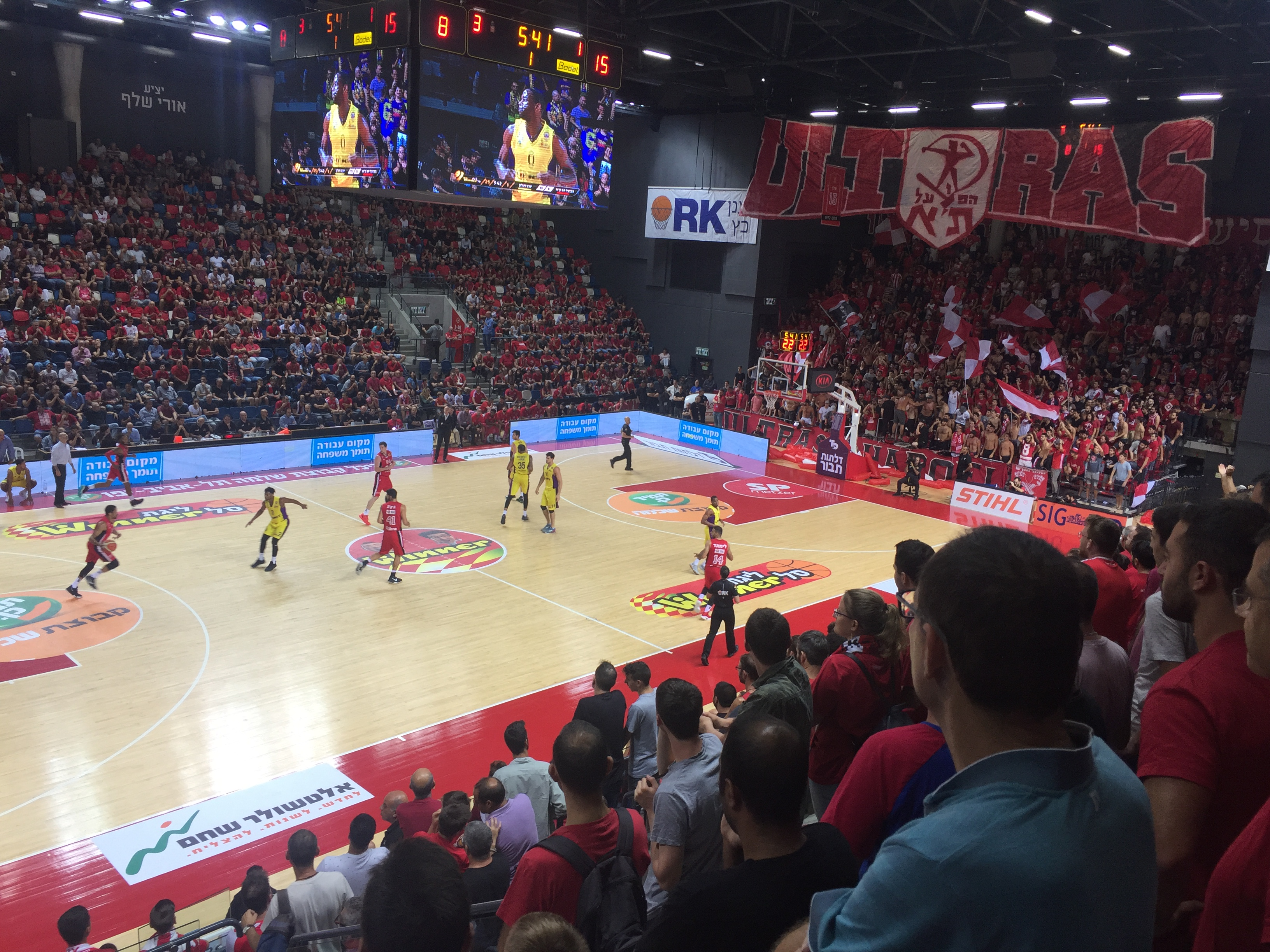
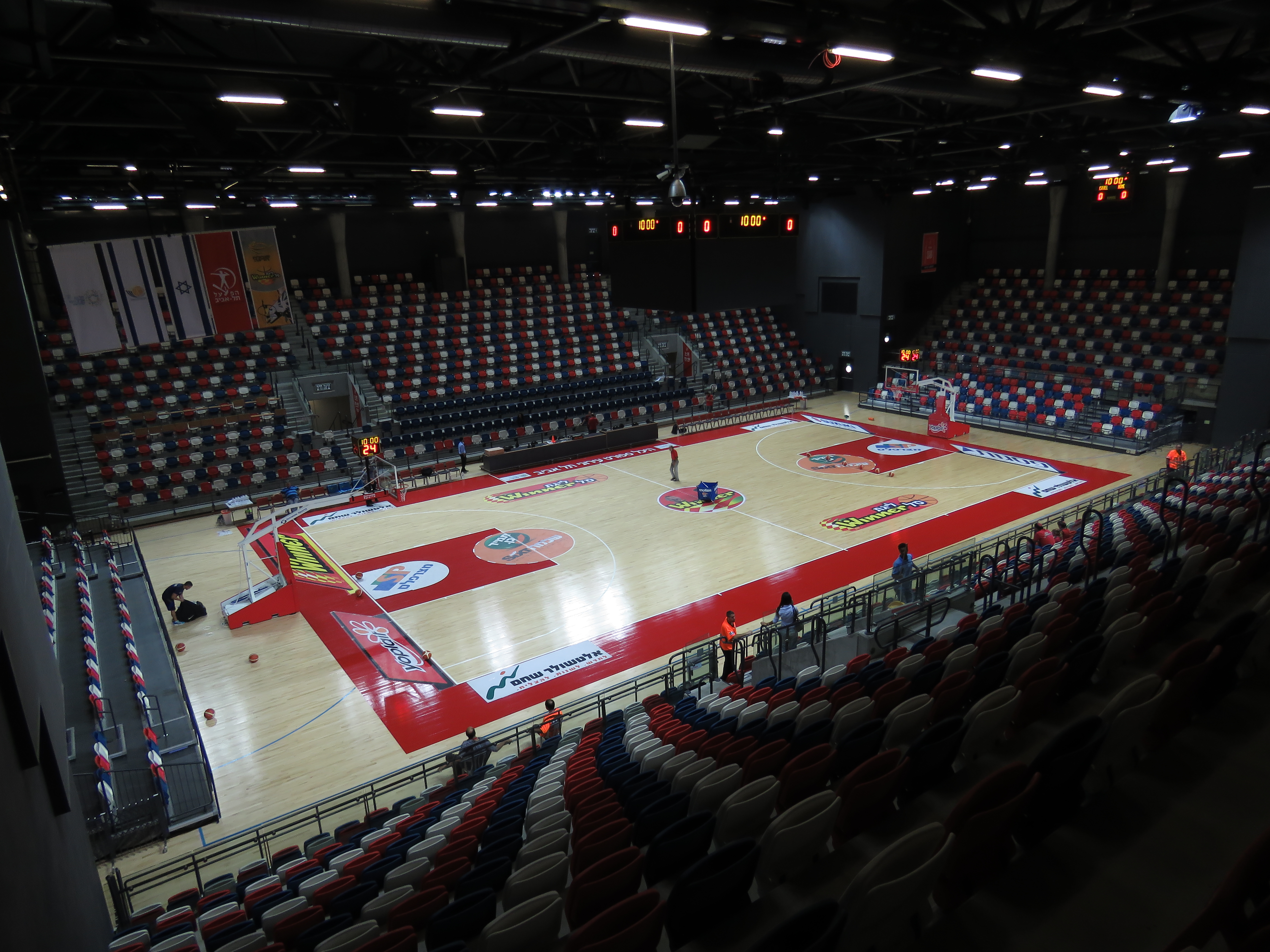